# 符离集站
符离集站是京沪铁路、符夹铁路和宿淮铁路上的一个铁路车站，位于安徽省宿州市符离集镇，建于1911年，目前为三等站，邮政编码为234101。目前车站办理货运业务，不办理客运业务。

## 历史
1911年津浦铁路宿县段建设期间，施工方欲在老符离集设立车站，遭到当地士绅张履云以破坏风水为由反对。张通过贿赂当地官府和英国施工方的方式，欲说服其将车站北移。英国施工方经考虑后亦认为当前站址距离宿县车站过近，遂将新建车站址北移5华里至黄山脚，命名黄山头站:90。
1912年车站建成通车，命名符离集。当时车站设有一座简易站房，不设候车室、票房、货运室等设施；每日有17对客货列车停靠，乘降旅客60余人，货运主要装运烈山煤以及瓜、小麦、高粱等当地特色农产品:21。之后车站利用芦席搭建简易候车室一座。1938年，日军修建由车站通往黄山采石场和白云石矿的专用线:90:80,104。
1953年宿县人民政府拆除符离集站的简易候车室，新建票房、行李房、货房及职工宿舍等设施。1958年津浦复线和符夹铁路相继开工，并于1961年完工，符离集站车流大增，每日经过列车由17对增加至38对。为便于淮北煤炭外运，铁道部于1975年将上海铁路局蚌埠铁路分局和济南铁路局徐州铁路分局的局界由蚌埠调整至本站，本站遂成为分界站:55:92。
1987年7月25日符夹疏解线立交桥开工，1988年4月1日完工，使得符夹往津浦下行方向列车不再切割津浦上行正线。符离集站每日通过车流132对，同时由于车站附近水源水质较佳，许多列车乃至特快、直快均在车站停靠加水加煤:92,93。
1995年车站重建站房，新建票房、行李房、候车室等设施，于1996年6月10日竣工，面积1300平方米:82,92。
符离集站客运于2006年4月1日被上海铁路局以提高运输效率为由停办，同时驻站派出所撤销，导致当地符离集烧鸡生产企业生意大减。2006年5月车站至京沪铁路林场站区间线路实现电气化。2008年原徐州铁路分局划归上海铁路局管辖，符离集不再为局界站。
2009年开工、2014年12月10日开通客运的宿淮铁路即以符离集站为起点，但该站仍未恢复客运。2018年建成符夹线车站至闸河站区间复线。
2020年开工的宿州站改造工程计划在符离集站还建宿州站北货场及轨料基地。其中货场又名京沪铁路符离集物流基地，面积540亩，设3束6线、4条货物装卸线、仓库雨棚20000平方米、堆场40000平方米、综合办公用房4000平方米；还建的宿州原轨料基地位于符离集站老货场处，设3条段管线。符离集货场货运综合楼、委外装卸楼工程于2021年5月30日封顶。

## 运营状况
符离集站目前仅办理整车货物运输，服务宿州及符离镇地区货主。车站主要到发货品为粮食、石料、化肥、土豆、煤炭和其它类。车站设有通往白云石矿、符离集采石场（主要开采路用道砟）和中国石油天然气宿州销售分公司油库的专用线。